# Carex bathiei
Carex bathiei – gatunek turzycy należący do rodziny ciborowatych (Cyperaceae). Występuje endemicznie na Madagaskarze.